# Pablo Bastianini
Pablo Bastianini est un footballeur argentin né le 9 novembre 1982. Il est attaquant.